# Savanjärvi (sjö, lat 60,75, long 27,60)
Savanjärvi är en sjö i Finland. Den ligger i kommunen Miehikkälä i landskapet Kymmenedalen, i den södra delen av landet, 160 km öster om huvudstaden Helsingfors. Savanjärvi ligger 52 meter över havet. Arean är 44,7 hektar och strandlinjen är 5,05 kilometer lång. Sjön  ingår i Virojokis huvudavrinningsområde.   I omgivningarna runt Savanjärvi växer i huvudsak blandskog. Den sträcker sig 1,3 kilometer i nord-sydlig riktning, och 1,0 kilometer i öst-västlig riktning.
I övrigt finns följande vid Savanjärvi:
- Valkjärvi (en sjö)